# Computervertaling
Computervertaling (in het Engels: machine translation of MT) is een deelgebied van de computationele taalkunde waar het gebruik van software wordt onderzocht om tekst of spraak van de ene taal naar de andere te vertalen.
Op het basisniveau vervangt een computervertaler woorden in de ene taal letterlijk door woorden in een andere taal, maar dat alleen levert zelden een goede vertaling op omdat er herkenning nodig is van hele zinnen en hun dichtstbijzijnde tegenhangers in de doeltaal. Niet alle woorden in de ene taal hebben vergelijkbare woorden in een andere taal, en veel woorden hebben meer dan één betekenis. Deze problematiek wordt soms aangeduid met de kreet The vodka is good but the meat is rotten.
Het oplossen van dit probleem met corpusstatistische en neurale technieken is een snel groeiend gebied dat leidt tot betere vertalingen, het omgaan met verschillen in taalkundige typologie, het vertalen van idiomen en het isoleren van anomalieën.
Huidige automatische vertaalsoftware kan vaak worden aangepast per domein of beroep (zoals weerberichten), waardoor de uitvoer wordt verbeterd door het aantal toegestane substituties te beperken. Deze techniek is vooral effectief in domeinen waar formele of formulaire taal wordt gebruikt. Hieruit volgt dat machinevertalingen van overheids- en juridische documenten gemakkelijker bruikbare uitvoer opleveren dan machinevertalingen van conversaties of minder gestandaardiseerde tekst.
Verbeterde uitvoerkwaliteit kan ook worden bereikt door menselijke tussenkomst: sommige systemen kunnen bijvoorbeeld nauwkeuriger vertalen als de gebruiker ondubbelzinnig heeft vastgesteld welke woorden in de tekst eigennamen zijn. Met behulp van deze technieken is computervertaling
nuttig gebleken als hulpmiddel voor menselijke vertalers, en kan het in een zeer beperkt aantal gevallen zelfs uitvoer produceren die als zodanig kan worden gebruikt.
Over de vooruitgang en het potentieel van machinevertaling is in de loop van de geschiedenis veel gediscussieerd. Sinds de jaren 1950 hebben een aantal geleerden vraagtekens gezet bij de mogelijkheid om volautomatische machinevertalingen van hoge kwaliteit te maken.
Voorbeelden van computervertalingspakketten zijn Apertium, BabelFish, Bing Translator, DeepL Translator en Google Translate.